# Альфонсо Мехія-Аріас
Альфонсо Мехія-Аріас (ісп. Alfonso Mejía-Arias, народився 11 вересня 1961 року у Веракрусі) — мексиканський музикант, письменник і політик ромського походження.

## Життєпис
Народився 11 вересня 1961 року у Веракрусі. З дитинства виступав у музичних колективах. Він спеціалізується у виконанні японської музики, зокрема грі на сякухаті (він один із перших латиноамериканців, який професійно грав на цьому інструменті). Він також директор камерного оркестру та захисник прав людини (особливо прав меншин, зокрема ромів). Альфонсо неодноразово засуджував дії мексиканського уряду, корупцію та порушення прав людини. Він пов'язаний з Мексиканською ліберальною партією.